# Fernando Moog
Ferdinand Moog, más conocido como Fernando Moog (1837-1919), fue un arquitecto alemán nacionalizado argentino que trabajó intensamente en la Argentina. En las últimas décadas del siglo XIX realizó un gran número de obras de todo tipo (bancos, mercados, residencias, ferrocarriles y edificios), de las cuales pocas aún existen.

## Vida
Fernando Moog nació el 11 de mayo de 1837 en el pueblo de Mülheim en el Mosela, Alemania. Estudió arquitectura en la Escuela Técnica de Kaiserslautern (Baviera), y en la Escuela Politécnica de Berlín y en la Escuela Politécnica de Karlsruhe.
Ya en su tierra natal, participó en la dirección de obra de un puente sobre el Rin, cerca de Coblenza, en 1861 y con apenas 24 años. En 1863 viajó a Sudamérica y se instaló en Buenos Aires. Luego de realizar estudios especializados, obtuvo el título de agrimensor público en la Provincia de Buenos Aires, en 1868.
Sus primeros trabajos en la capital argentina se trataron de diversos puentes sobre los arroyos que aún la recorrían, y en trabajos de nivelación de calles y terrenos. Con el tiempo, proyectó el sector del Ferrocarril del Sud que unió Samborombón con Chascomús, incluyendo todas las estaciones e instalaciones intermedias.
En cuanto a edificios, realizó una interesante cantidad de casas bancarias de la primera época de la city financiera porteña. Ninguno de esos edificios sigue en pie, ya que con el paso de las décadas la zona sufrió una importante y constante renovación edilicia que fue unificando parcelas para bancos cada vez mayores.
Quizás las dos obras más notables y recordadas de Moog sean otras dos que ya no existen: el Mercado Central de Frutos, construido hacia 1890 en la ribera del Riachuelo del lado de Avellaneda y considerado la estructura techada destinada a almacenamiento más grande -150.000 m²- de esa época (fue demolido en 1966); y el conjunto de edificios mejor recordado como Teatro Odeón, en la Avenida Corrientes en su cruce con Esmeralda, construido hacia 1891 (fue demolido en 1991, causando un escándalo que involucró al intendente Carlos Grosso).
También Moog proyectó algunos de los primeros grandes edificios de apartamentos de Buenos Aires, además de numerosas residencias para miembros de la clase alta argentina. 
Por otra parte, Moog fue uno de los hombres que en 1886 cofundó la Sociedad Central de Arquitectos, junto a Joaquín Mariano Belgrano, Enrique Joostens, Otto von Arnim, Juan Martín Burgos, Julio Dormal, Carlos Altgelt, Adolfo Büttner y Juan Antonio Buschiazzo, y primero presidida por Ernesto Bunge. Falleció en la Argentina en 1905.

## Obras
- Edificio que alojaba a la vez el Teatro Odeón, el Royal Hotel (luego Gran Hotel Roi) y el Restaurante "Royal Keller"; en Avenida Corrientes y Esmeralda. (1891)
- Mercado Modelo, entre Rivadavia, Hipólito Yrigoyen, Luis Sáenz Peña y San José. (1883, demolido por la creación de la Avenida de Mayo)
- Hospital Alemán, en Avenida Pueyrredón. (1876/1878)[3]
- Depósitos de la Aduana, entre la Avenida Paseo Colón y las calles Brasil, Garay y Balcarce. (Demolidos)
- Casa Matriz del Banco de Carabassa y Cía. (Demolida)
- Casa Matriz del Banco Alemán Transatlánico. (Demolida)
- Sucursales del Banco de la Nación Argentina en Córdoba, Santa Fe, Rosario y Pergamino.
- Casa Matriz del Banco Británico de la América del Sud. (Demolida)
- Casa Matriz del Banco de Londres y Brasil. (Demolido)
- Ensanche de la Casa Matriz del Banco de Londres y Río de la Plata. (Demolido)
- Banco Provincial de Santa Fe
- Mercado Central de Frutos y edificios adjuntos, en Avellaneda. (Demolidos)
- Residencias para miembros de las familias Anchorena, Lanús, Malaver, Funes, Zuberbühler, Schlieper, Sastre, Carabassa, Corti y Cazaro; para el Dr. Romero, etc.

## Galería

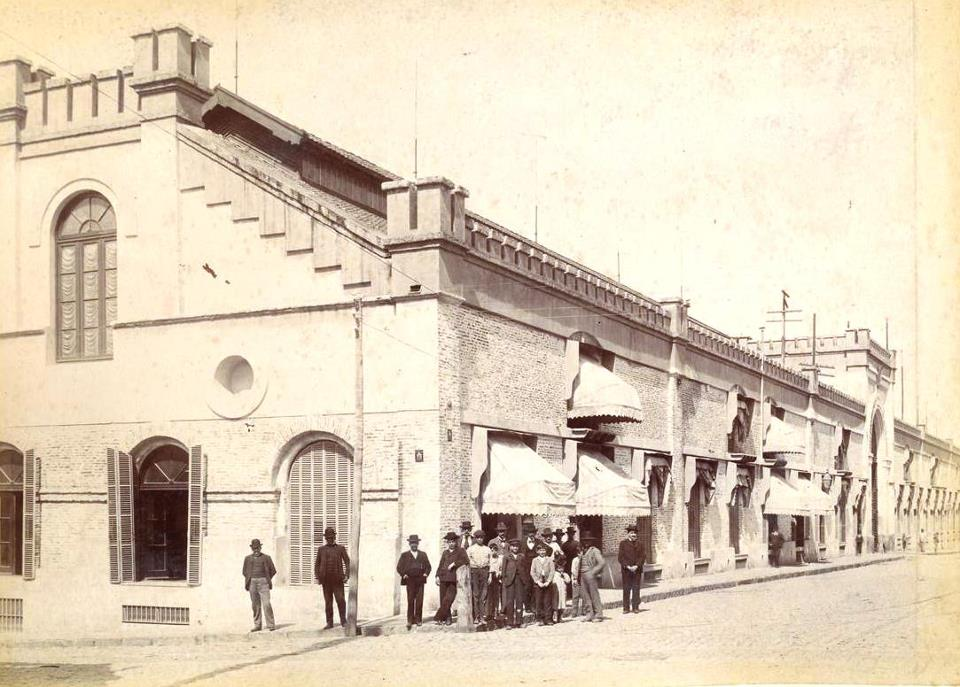
Los Depósitos de Aduana en Av. Garay y Balcarce
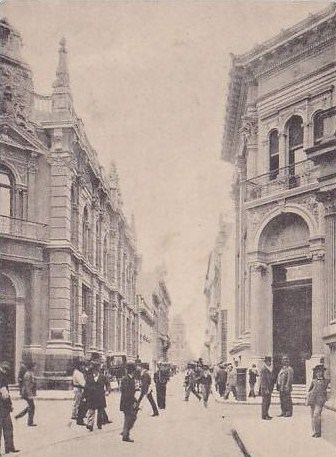
Banco Británico y Banco de Londres y Brasil
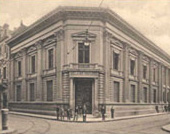
Banco de Carabassa/Banco Alemán Transatlántico
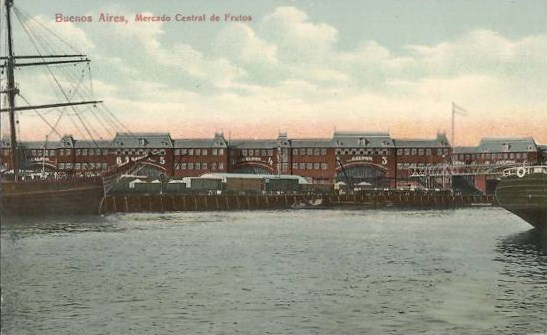
Mercado Central de Frutos
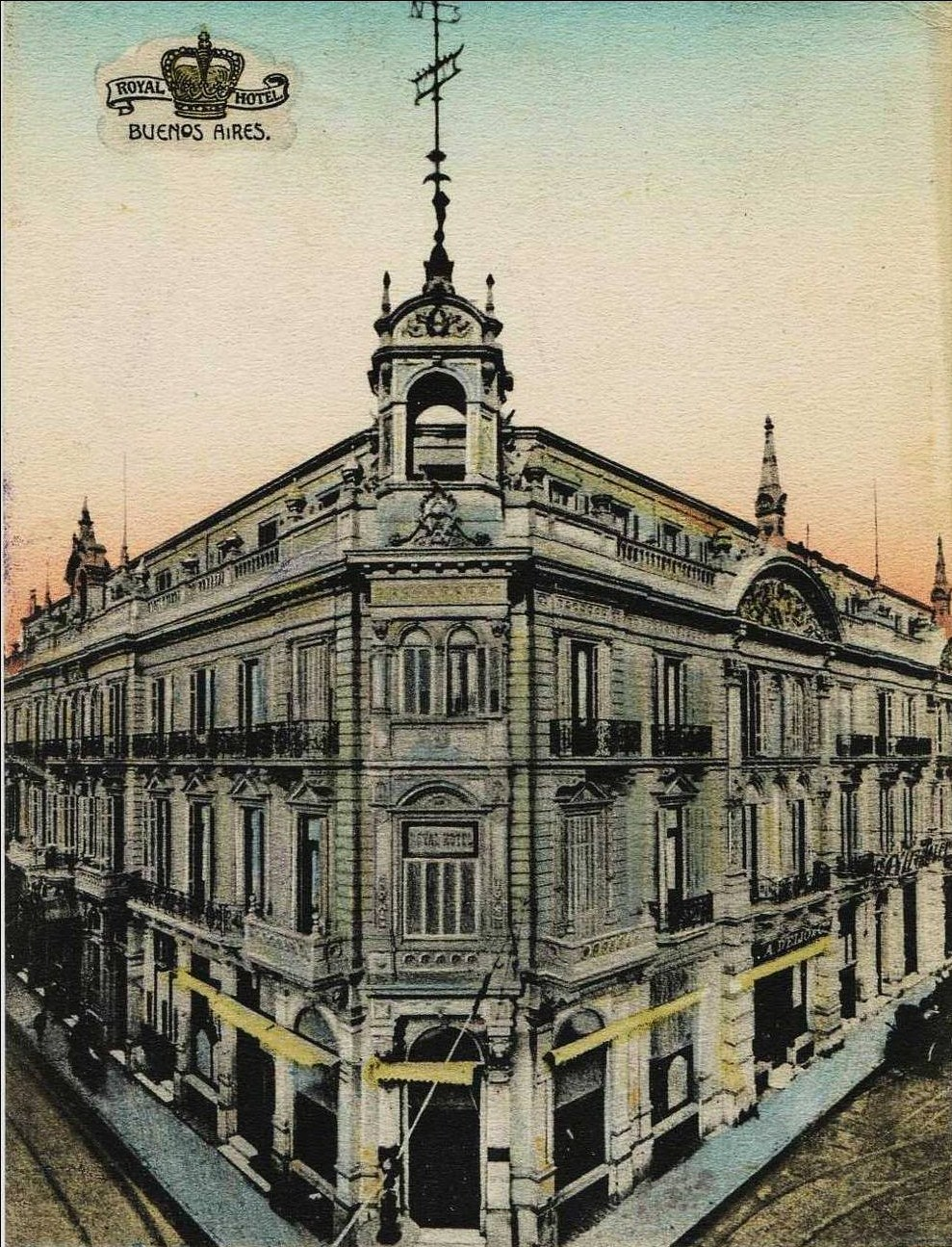
Teatro Odeón y Royal Hotel